# Ladislav Souček
Ladislav Souček (Modřany, Checoslovaquia, 12 de mayo de 1946) es un deportista checoslovaco que compitió en piragüismo en la modalidad de aguas tranquilas. Ganó una medalla de plata en el Campeonato Mundial de Piragüismo de 1971 en la prueba de K1 500 m.
Representó a Checoslovaquia en dos Juegos Olímpicos de Verano en los años 1972 y 1976, su mejor actuación fue un quinto puesto logrado en Múnich 1972 en la prueba K1 1000 m.

## Palmarés internacional
| Campeonato Mundial | Campeonato Mundial    | Campeonato Mundial | Campeonato Mundial |
| Año                | Lugar                 | Medalla            | Evento             |
| ------------------ | --------------------- | ------------------ | ------------------ |
| 1971               | Belgrado (Yugoslavia) | Medalla de plata   | K1 500 m           |